# Tripogon siamensis
Tripogon siamensis är en gräsart som beskrevs av Norman Loftus Bor. Tripogon siamensis ingår i släktet Tripogon och familjen gräs. Inga underarter finns listade i Catalogue of Life.